# Бронсон (Мичиген)
Бронсон (енгл. Bronson) град је у америчкој савезној држави Мичиген. По попису становништва из 2010. у њему је живело 2.349 становника.

## Демографија
Према попису становништва из 2010. у граду је живело 2.349 становника, што је -72 (-3.0%) становника више него 2000. године.
| Група             | 2000.         | 2010.         |
| Белци             | 2.147 (88,7%) | 1.917 (81,6%) |
| Афроамериканци    | 14 (0,6%)     | 18 (0,8%)     |
| Азијати           | 6 (0,2%)      | 14 (0,6%)     |
| Хиспаноамериканци | 206 (8,5%)    | 362 (15,4%)   |
| Укупно            | 2.421         | 2.349         |